# Ordre de la Jarretière
Le très noble ordre de la Jarretière (Most Noble Order of the Garter) est le plus élevé des ordres de chevalerie britanniques, fondé le 23 avril 1348 le jour de la Saint-Georges, en pleine guerre de Cent Ans, par le roi Édouard III.
Selon la légende, la création de cet ordre aurait été décidée par le roi Édouard III lors d'un bal à Calais, où il dansait avec sa maîtresse, la comtesse de Salisbury. Celle-ci ayant, en dansant, fait tomber sa jarretière, le roi, galamment, la ramassa sous les quolibets des danseurs, la mit à son genou et coupa court aux railleries par ces mots : « Messieurs, honi soit qui mal y pense. Ceux qui rient maintenant seront très honorés d'en porter une semblable, car ce ruban sera mis en tel honneur que les railleurs eux-mêmes le chercheront avec empressement. »
Cet ordre de chevalerie, le plus ancien qui subsiste encore au XXIe siècle, rassemblait en plus du souverain vingt-quatre chevaliers, membres à part entière. Les hommes sont appelés « chevaliers compagnons ».
Des femmes ont été associées à l'ordre, mais n'ont jamais été membres avant le règne d'Édouard VII au tournant du XXe siècle. Elles sont alors nommées « dames de la Jarretière ». Depuis 1987, les femmes peuvent être reçues à un grade équivalent à celui de chevalier, et peuvent faire partie des 25 membres. Elles sont nommées « dames compagnons ».
L'ordre inclut aussi des membres supplémentaires (de la famille royale ou des souverains étrangers) depuis 1813, appelés « chevaliers et dames surnuméraires ».
La devise de l'ordre est : « Honi soit qui mal y pense », avec un seul « n », selon l'orthographe de l'époque.
Les chevaliers et dames de l'ordre sont nommés par le roi sans consultation du Premier ministre. Il s'agit du plus grand honneur du Royaume-Uni, à l'exception de l’ordre du Chardon en Écosse.

## Histoire

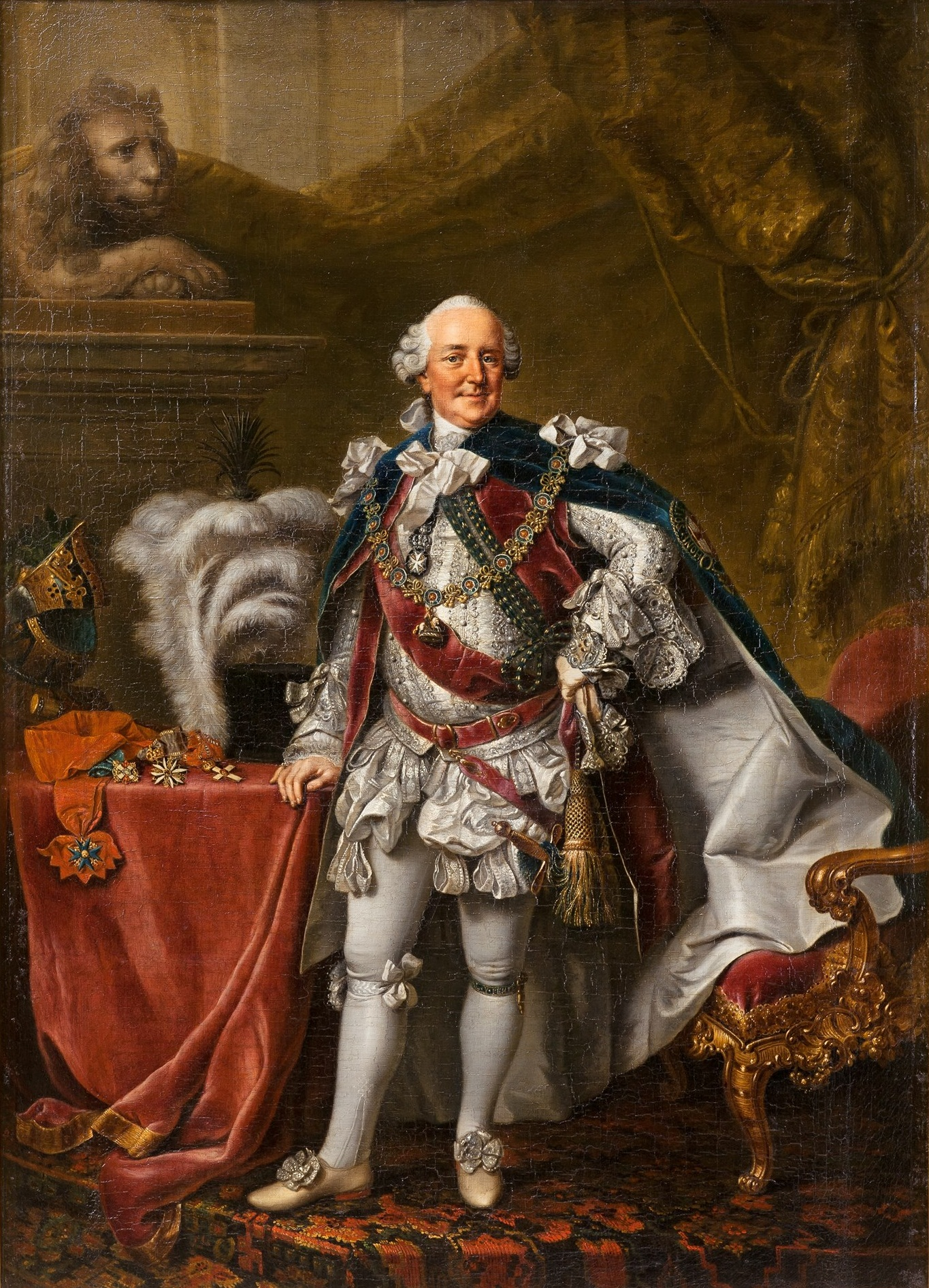
Charles-Guillaume-Ferdinand de Brunswick portant les habits et les insignes de l’ordre de la Jarretière.

Le roi Édouard III fonda l'ordre comme « une société, une communauté et un collège de chevaliers ». On présume généralement que l'ordre a été fondé en 1348, même si les dates de 1344 et 1352 ont aussi été évoquées. La garde-robe du roi fait état des premiers changements dus à la Jarretière, à l'automne 1348. En tout état de cause, l'ordre n'a probablement pas été établi avant 1346. Ses statuts d'origine exigeaient que chaque membre soit préalablement chevalier (ce qu'on assimilerait aujourd'hui à un « knight bachelor ») or quelques-uns de ses membres initiaux ne furent faits chevaliers que cette année-là.
Plusieurs légendes entourent les origines de l'ordre. La plus populaire implique la comtesse de Salisbury (probablement Jeanne de Kent). Alors qu’elle dansait avec ou à proximité du roi Édouard III, à Eltham Palace, on raconte que sa jarretière aurait glissé de sa jambe. Quand la foule de courtisans se mit à ricaner, le roi la ramassa et la noua à sa propre jambe en s’exclamant « Honi soit qui mal y pense », phrase qui est devenue la devise de l'ordre. 
Selon une autre légende, le roi Richard Ier a été inspiré au XIIe siècle lors des croisades, par saint Georges, patron des chevaliers. En effet, Richard avait pris l’habitude d'attacher une jarretière aux couleurs de la bannière du saint (blanc et rouge) autour de la jambe de ses chevaliers pour leur porter chance dans les batailles. Le roi Édouard III aurait alors décidé de faire référence à cet événement quand il fonda l’ordre au XIVe siècle, et de placer celui-ci sous la protection de saint Georges.
Charles Ier s'est attaché à rendre tout son lustre à l'ordre, qui s'était un peu terni depuis la mort d'Élisabeth Ire. Antoine van Dyck l'a représenté dans l'habit en 1637.
Peu après la fondation de l'ordre, des femmes furent désignées Dames de la Jarretière, mais ne furent pas faites compagnons. Le roi Henri VII interrompit cette pratique en 1488. Sa mère, Margaret Beaufort, fut la dernière dame de la Jarretière jusqu'à la reine Alexandra (en 1901). À l'exception des souveraines, Alexandra de Danemark fut la première nommée par la suite, par son mari Édouard VII. Le roi George V fit de même pour sa reine consort, la reine Mary, puis George VI pour sa femme, la reine Élisabeth. À travers le XXe siècle, les femmes sont ainsi intimement liées à l'ordre, mais à l'exception des reines, aucune ne fut faite compagnon. Cependant, en 1987, il devint possible de nommer une « dame Compagnon de la Jarretière » depuis la modification des statuts par la reine Élisabeth II.

## Composition

### Les membres

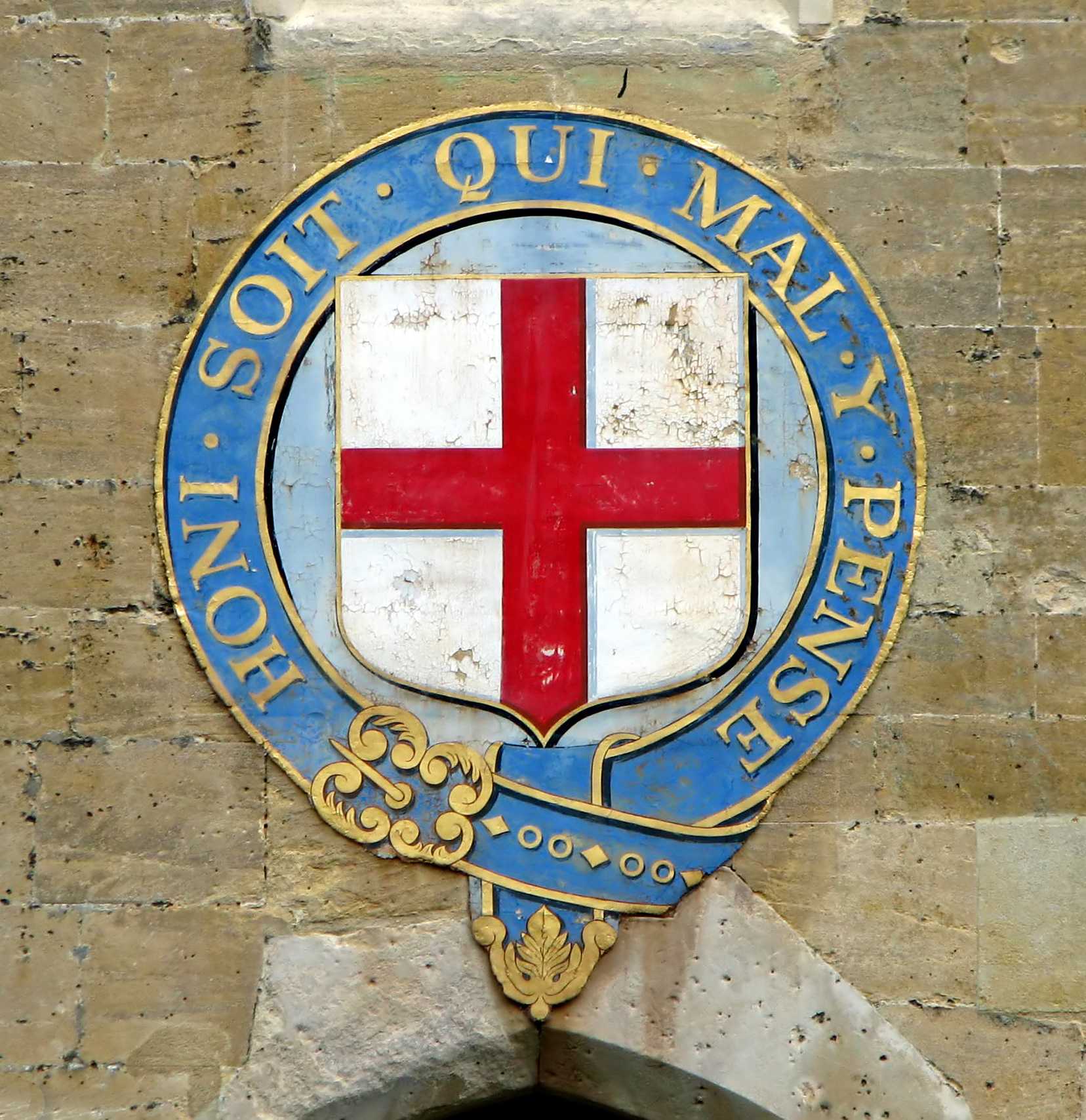
Emblème de l'ordre au château de Windsor.

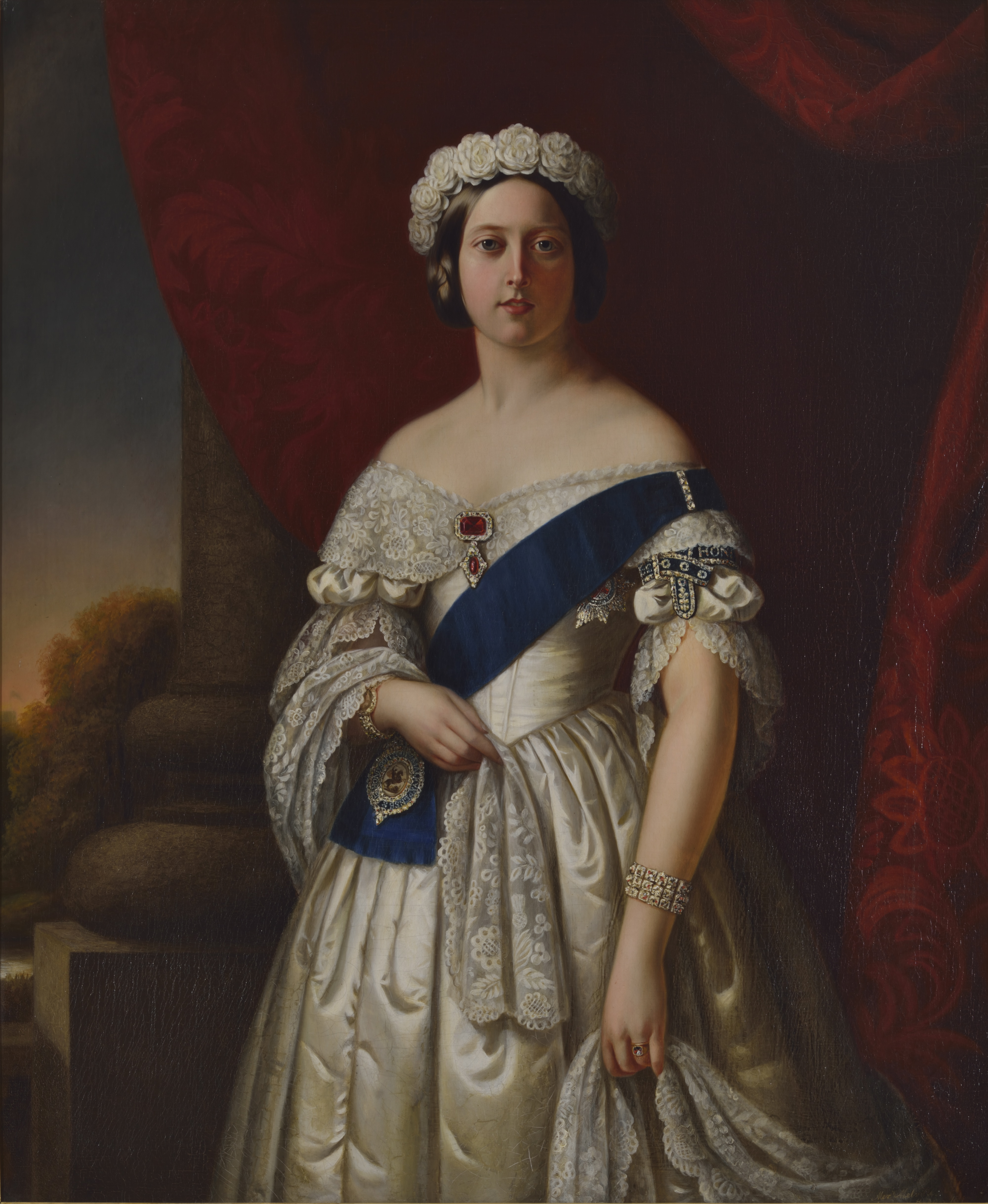
La reine Victoria portant la jarretière au bras gauche.

L'adhésion à l’ordre est extrêmement limitée et comprend le monarque du Royaume-Uni, le prince de Galles, pas plus de 24 membres compagnons et quelques membres surnuméraires. L'appartenance à l’ordre est du seul fait du monarque. Celui-ci est connu comme le « souverain de la Jarretière ». Quant au prince de Galles, il est connu comme le « chevalier compagnon de la Jarretière ». Les membres masculins de l’ordre sont des « chevaliers compagnons », alors que les membres féminins sont des « dames compagnons ».

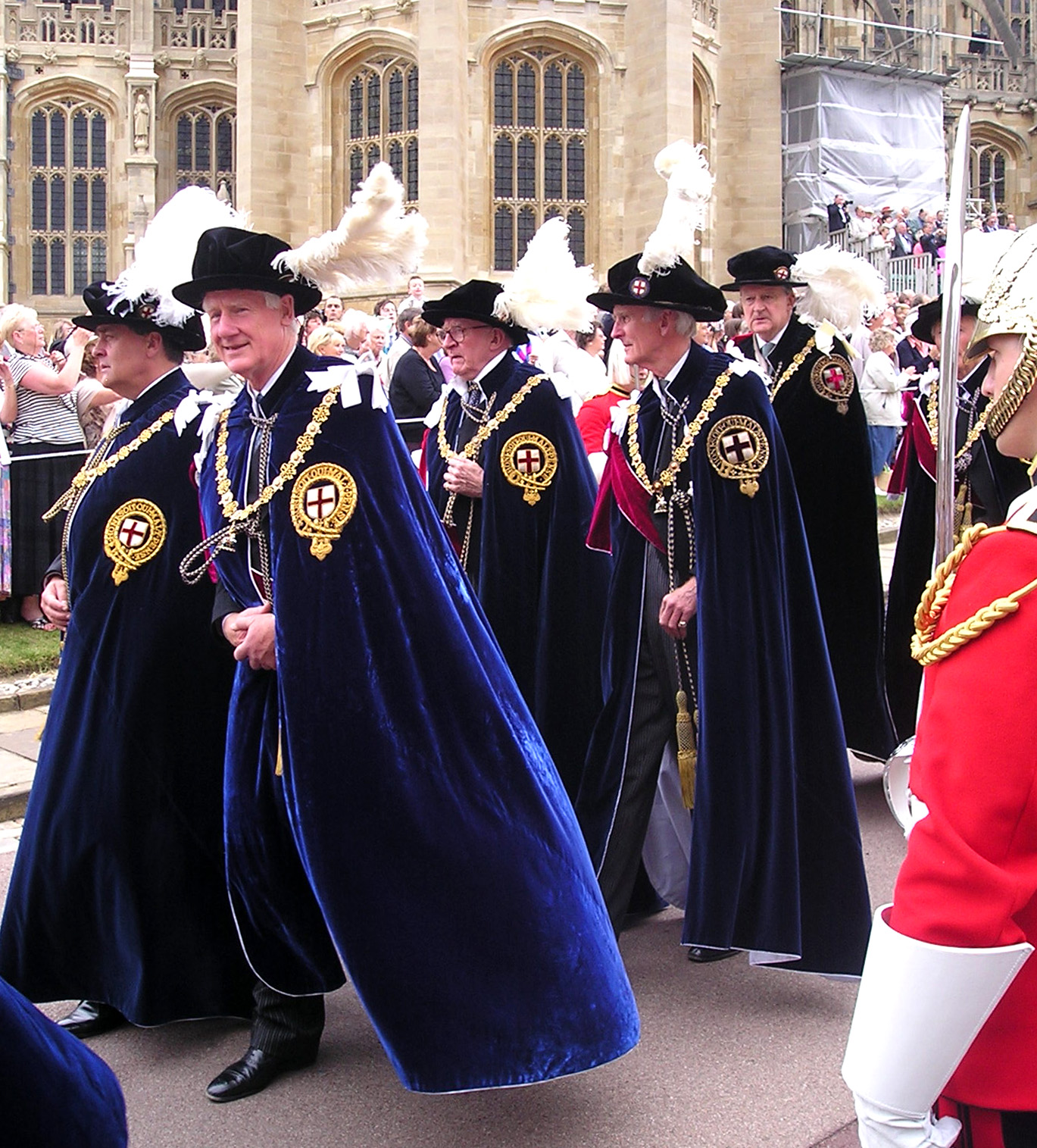
Chevaliers compagnons lors de la procession annuelle de l’ordre.

Précédemment, lorsqu'une vacance se présentait, le souverain y remédiait en choisissant un nouveau membre parmi ceux proposés par les membres. Un système de proposition avait ainsi été mis en place à cette fin. Chacun des membres pouvait proposer neuf candidats, parmi lesquels trois devaient avoir un rang équivalent ou supérieur à celui de comte, trois à celui de baron et trois à celui de chevalier. Le souverain choisissait alors dans cette liste autant de personnes qu’il y avait de places disponibles. Il n’était cependant pas obligé de choisir ceux qui avaient obtenu le plus de propositions. Les derniers candidats à avoir été proposés datent de 1860. Depuis lors, les membres sont désignés par le seul souverain. Cependant, les statuts formulant cette procédure n’ont pas été modifiés avant 1853.
Depuis le XVIIIe siècle, le souverain faisait ses propres choix sur les conseils du gouvernement. Cependant, le roi George VI pensait que l’ordre de la Jarretière et l’ordre du Chardon étaient devenus trop liés aux parrainages politiques. En 1946, avec l’accord du Premier ministre et du chef de l’opposition, l’appartenance à ces deux ordres est devenue un don personnel du souverain. Ainsi, le souverain sélectionnait personnellement les chevaliers et les dames compagnons de la Jarretière, sans avoir à tenir compte des conseils du gouvernement.
L'ordre se compose également de membres surnuméraires qui ne sont pas décomptés de la limitation à 25 compagnons. Plusieurs de ces membres appartiennent à la famille royale britannique et sont connus sous le nom de « chevaliers et dames royaux de la Jarretière ». Ces titres ont été introduits par le roi George III, en 1786, afin que ses nombreux fils ne perturbent pas la limite en nombre de compagnons. Il créa le statut de membre surnuméraire, en 1805, pour qu'aucun descendant du roi George II ne soit décompté comme membre (c'est-à-dire extension aux frères et sœurs de George III). En 1831, ce statut fut étendu à nouveau pour inclure les descendants de George Ier (c'est-à-dire extension aux frères et sœurs de George II). Avec l'entrée de l'empereur Alexandre Ier de Russie dans l'ordre, en 1813, la catégorie des membres surnuméraires fut étendue aux monarques étrangers, qui sont connus sous le nom de « Chevaliers et Dames étrangers de la Jarretière ». Chacune de ces initiations exigeait la promulgation d'une loi. Cependant, à partir de 1954, l'admission régulière de chevaliers et de dames étrangers fut possible sans avoir recours à des dispositions particulières.
Le souverain peut dégrader les membres qui ont commis des crimes graves, tels que la trahison. Pendant la Première Guerre mondiale, plusieurs chevaliers étrangers qui étaient les monarques de nations ennemies virent leur adhésion révoquée. Celles de l'empereur Guillaume II d'Allemagne et de François-Joseph Ier d'Autriche ont ainsi été annulées en 1915. L'adhésion de l'empereur Hirohito fut également annulée après l'entrée en guerre du Japon lors de la Seconde Guerre mondiale, mais il fut renommé après la fin de la guerre par Élisabeth II. Il est ainsi le seul chevalier à avoir été nommé par deux souverains différents.
Les descendants de chevaliers de la Jarretière ont la possibilité de rejoindre la « Société des amis de Saint George et des descendants des Chevaliers de la Jarretière ».

### Les officiers
L'ordre comporte six officiers : le prélat, le chancelier, le greffier, le roi d'armes principal, l'huissier et le secrétaire. Les offices du prélat, du greffier et de l'huissier ont été créés lors de la création de l'ordre, ceux de roi d'armes et de chancelier au XVe siècle, et enfin celui de secrétaire au XXe siècle.

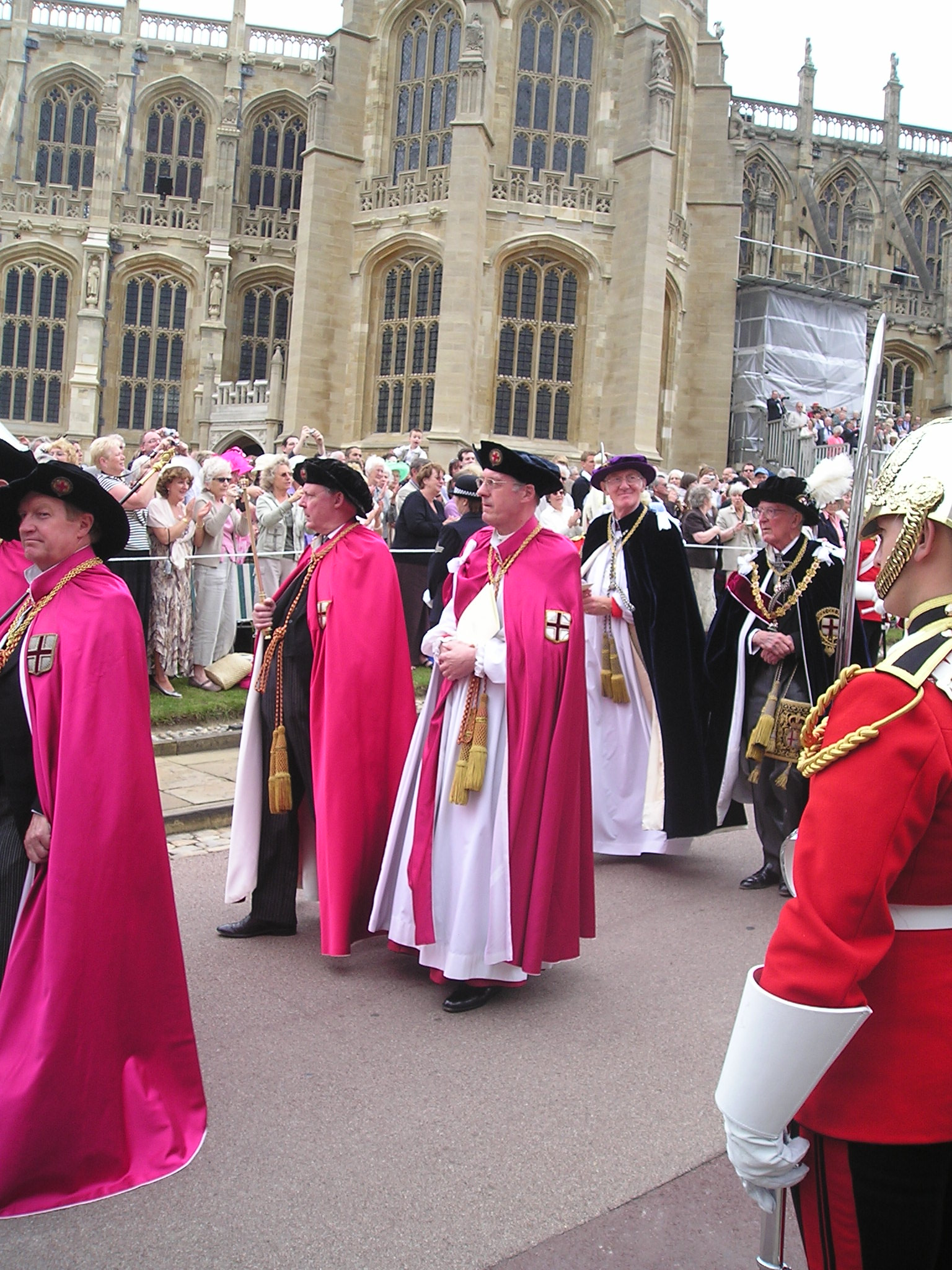
Officiers de l'ordre, lors de la procession annuelle. De gauche à droite : l'huissier, le roi d'armes principal, le greffier, le prélat et le chancelier.

L’office du prélat est tenu par l'évêque de Winchester, qui est traditionnellement un des dignitaires de l’Église d'Angleterre. L’office de chancelier est désormais occupé par un des compagnons de l’ordre. Depuis les débuts de l’ordre, cet office a été généralement exercé par l’évêque de Salisbury, il a cependant été tenu par des laïcs de 1553 à 1671. En 1837, après une modification du découpage des diocèses, le château de Windsor fut transféré dans le diocèse d’Oxford. La charge de chancelier fut dès lors transférée à l'évêque d'Oxford. Un siècle plus tard, l’évêque de Salisbury remit en question ce transfert, se fondant sur le fait que cette charge n’était en aucune façon liée au diocèse auquel était rattachée la chapelle de l’ordre et que, en tout état de cause, la chapelle Saint-Georges, en tant que possession royale, n’était pas sous juridiction diocésaine. L’office de chancelier fut alors retiré à l’évêque d’Oxford et a depuis été tenu par l’un des chevaliers compagnons. Depuis 1937, les membres qui ont exercé la fonction de chancelier sont :
- William Cavendish-Bentinck, 6e duc de Portland (1937-1943)
- Edward Wood, 1er comte d'Halifax (1943-1959)
- Robert Gascoyne-Cecil, 5e marquis de Salisbury (1960-1972)
- Charles Lyttelton, 10e vicomte Cobham (1972-1977)
- John Neville, 5e marquis d'Abergavenny (1977-1994)
- Peter Carington, 6e baron Carrington (1994-2012)
- James Hamilton, 5e duc d'Abercorn (2012-2024)
- Eliza Manningham-Buller, baronne Manningham-Buller (depuis 2024)

L’office de greffier est tenu par le doyen de Windsor depuis 1558. Le roi d'armes principal de la Jarretière est d'office le membre le plus gradé du Collège des armes (l'autorité héraldique d'Angleterre) et est généralement nommé parmi les officiers d'armes du Collège. Comme le titre l'indique, le roi d'armes principal a le devoir d'accomplir certaines tâches spécifiques, notamment celle de s'occuper des cimiers et des bannières des compagnons, qui sont exposées dans la chapelle. Depuis 1992, le secrétaire, qui agit en tant qu'assistant lors des cérémonies de l'ordre, est également choisi parmi les autres membres du Collège des armes. Enfin, le poste d'huissier est tenu par le gentilhomme huissier de la verge noire, qui est également le sergent d'armes de la Chambre des lords (même si, en pratique, ses fonctions sont le plus souvent déléguées par son adjoint, le Yeoman Usher).

### Les chevaliers militaires de Windsor

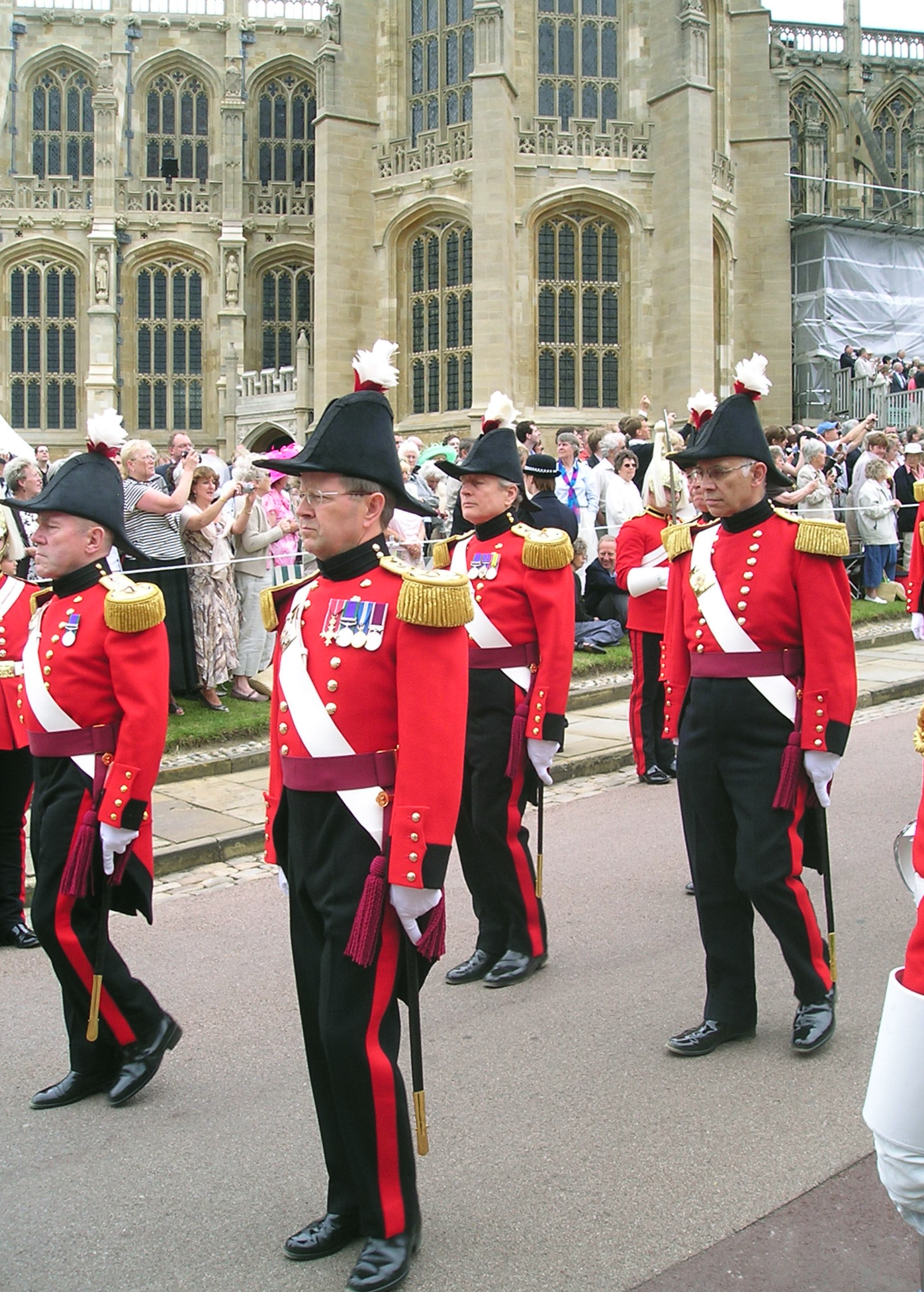
Procession des chevaliers militaires de Windsor.

Lors de la fondation de l'ordre de la Jarretière, vingt-six « pauvres » chevaliers ont été nommés et assignés au service de l'ordre et de sa chapelle. L'effectif de ce groupe a fluctué au cours du temps. Ainsi au XVIIe siècle, il n'y avait que treize de ces chevaliers. Le roi Charles II porta l'effectif à dix-huit après son couronnement, en 1660. Les chevaliers ayant manifesté leur opposition à ce qu'on les qualifiât de « pauvres », le roi Guillaume IV les rebaptisa « chevaliers militaires de Windsor », au XIXe siècle.
Les pauvres chevaliers étaient des vétérans ruinés à qui il était demandé de prier tous les jours pour les chevaliers compagnons de l'ordre. En échange, ils recevaient un salaire et bénéficiaient d'un logement au sein du château de Windsor. De nos jours, les chevaliers ne sont plus nécessairement pauvres, mais il s'agit toujours de militaires à la retraite. Ils escortent les processions de l'ordre et participent aux services religieux de la chapelle. Ils ne sont, toutefois, pas considérés comme des chevaliers ou des membres de l'ordre.

## Vêtements et accessoires

### Les membres

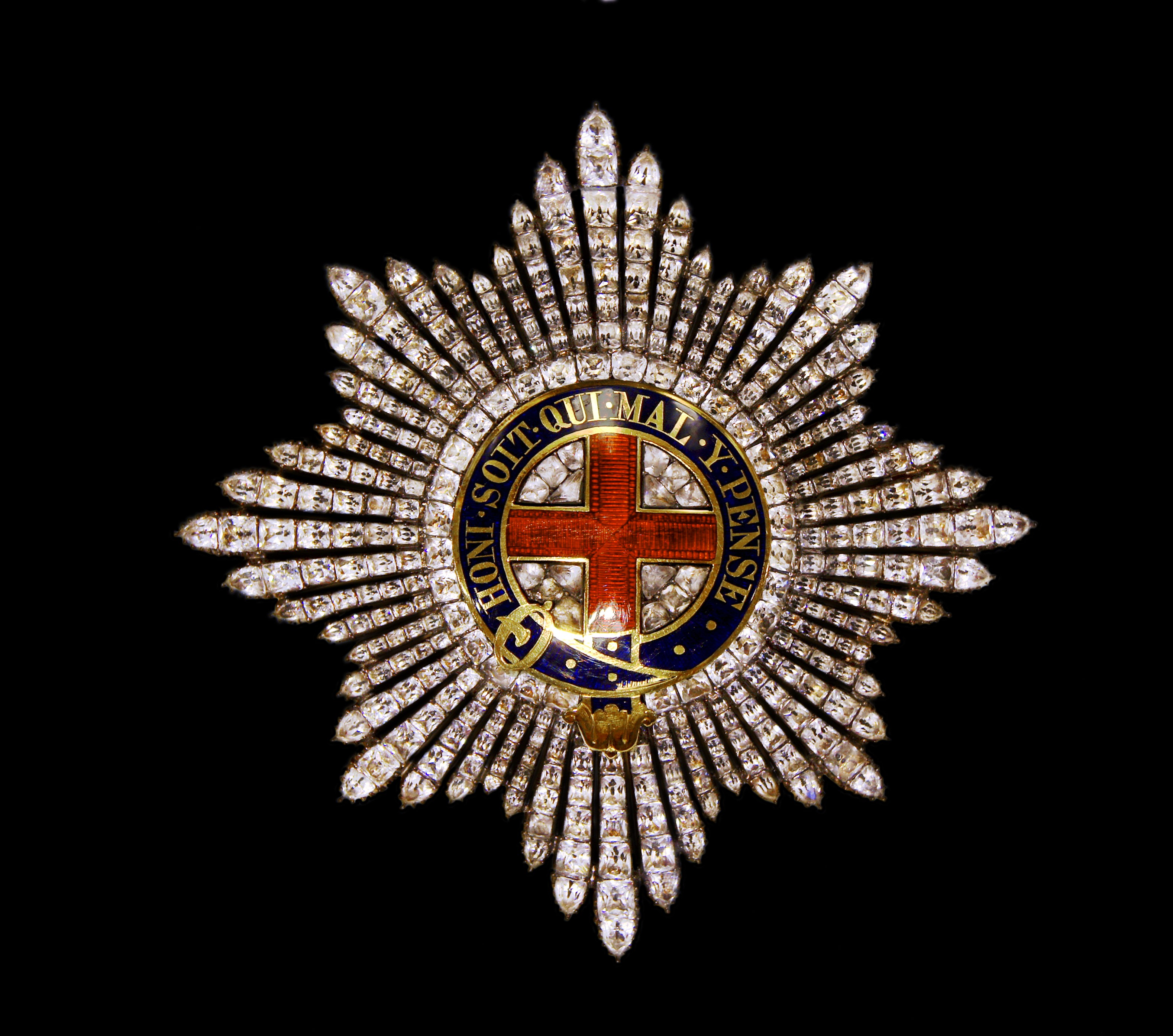
Plaque (« étoile ») de l'ordre de la Jarretière avec diamants.

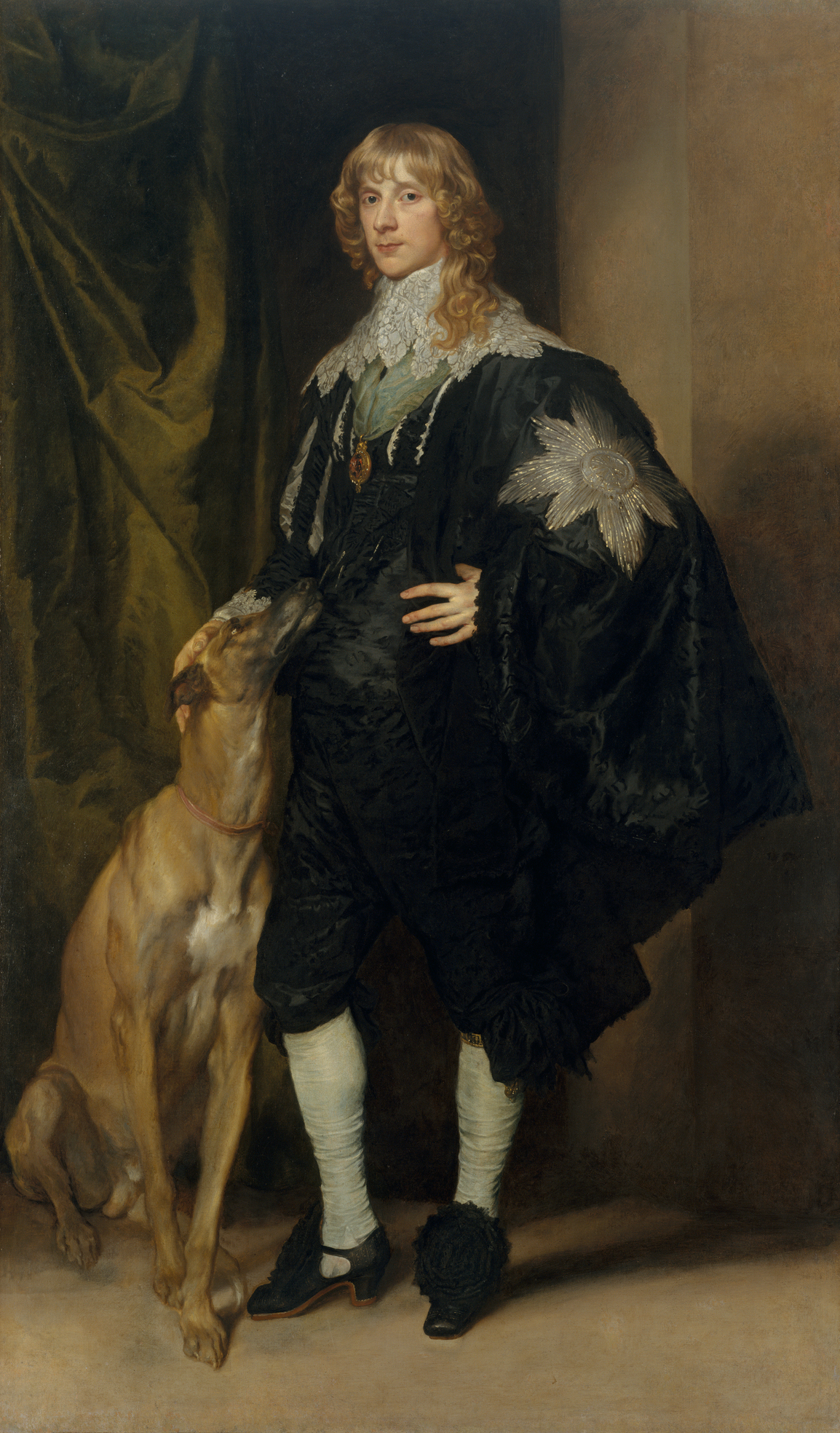
James Stuart
en habit de l'ordre de la Jarretière, 1633-1635
par Antoine van Dyck
Metropolitan Museum of Art, New York

Lors des cérémonies officielles de l'ordre, telles que la journée annuelle de la Jarretière, les membres portent des vêtements et des accessoires spécifiques :
- Le manteau est un vêtement de cérémonie, une cape munie de manches (en anglais : robe), porté par les membres depuis le XVe siècle. À l'époque fait de laine, le manteau, dès le XVIe siècle, est en velours. La couleur, violette à l'origine, connut des variations au cours des XVIIe et XVIIIe siècles, passant par le bleu azur, le bleu pâle, le bleu roi, le bleu foncé, le parme et le bleu outremer. De nos jours, il est bleu foncé, bordé de taffetas blanc. Les manteaux du souverain, du prince de Galles et des chevaliers royaux se terminent par une traîne.
- L’écusson de la croix de saint Georges encerclée de la Jarretière est cousu sur l’épaule gauche du manteau. En 1626, à l'imitation de l'ordre français du Saint-Esprit « the fair cross », la croix de saint Georges est entourée d'une étoile d'argent. Cette auréole rayonnante fut introduite par le roi Charles Ier[6]. Depuis, elle est l'apanage des souverains.
- Un capuchon et un surmanteau en velours rouge foncé sont également attachés au niveau de l’épaule droite, mais ont perdu toute fonction au cours du temps et donnent désormais une touche de couleur supplémentaire à l’ensemble[23].
- Le chapeau en velours noir avec une plume d'autruche blanche et une plume de héron noire[23].
- Le collier est porté par-dessus le manteau. Tout comme ce dernier, il a été introduit au cours des XVe et XVIe siècles et est réalisé à partir de trente onces d'or pur (soit 0,933 kg). Le collier se compose de nœuds d'or alternant avec des médaillons émaillés montrant une rose cerclée de la Jarretière. Lors du règne du roi Henri VII, chaque jarretière entourait deux roses (une blanche et une rouge), mais il en a modifié le dessin de telle sorte que la jarretière ne cercle plus qu'une seule rose rouge[23]. Le collier est attaché aux épaules par un ruban en soie.
- Le « George », ou « grand George », est une figurine en émail qui est suspendue au collier. Il représente saint Georges à cheval, terrassant le dragon[23].
- La jarretière est portée, lors des grandes occasions, autour du mollet gauche pour les chevaliers et autour du bras gauche pour les dames. Il est également représenté sur plusieurs insignes. La jarretière est une boucle, faite de velours bleu foncé (bleu clair, à l'origine) et portant la devise de l’ordre en lettres d’or. Il arrivait que les dames et les chevaliers étrangers de la jarretière aient des jarretières brodées de pierres précieuses[23].
- La plaque, qui se porte épinglée à gauche de la poitrine, a été introduite au XVIIe siècle par le roi Charles Ier. Il s’agit d'une reproduction en émail coloré de l’écusson de la croix de saint Georges, cerclée par la jarretière, elle-même ceinte de huit pointes argentées. Chaque pointe est composée d’un faisceau de rayons. Les quatre pointes suivant les directions cardinales sont plus longues que les quatre pointes intermédiaires. Les plaques des dames et des chevaliers étrangers étaient autrefois ornées de pierres précieuses. En raison de sa prééminence, la plaque de l’ordre doit être portée au-dessus des autres plaques dont le membre pourrait être décoré[23].
- L'insigne (« badge » en anglais) est porté sur la hanche droite, suspendu à un ruban par une chaîne en or. Il est parfois appelé le « Petit George » en référence à celui porté au collier. Comme le « grand George », l'insigne représente saint Georges à cheval, terrassant le dragon, à ce détail près qu’il est plus plat et en or. Au XVe siècle, l'insigne était porté attaché autour du cou à un ruban, ce qui posait problème lorsque le chevalier montait à cheval, de sorte que la coutume de le porter sous le bras droit au bout d’un ruban s’est alors développée[23].

À la mort de l'un des membres, l'insigne et la plaque sont retournés personnellement au Souverain par le plus proche parent de sexe masculin de l'ancien membre et les autres éléments sont retournés à la Chancellerie centrale des Ordres de Chevalerie.

### Les officiers

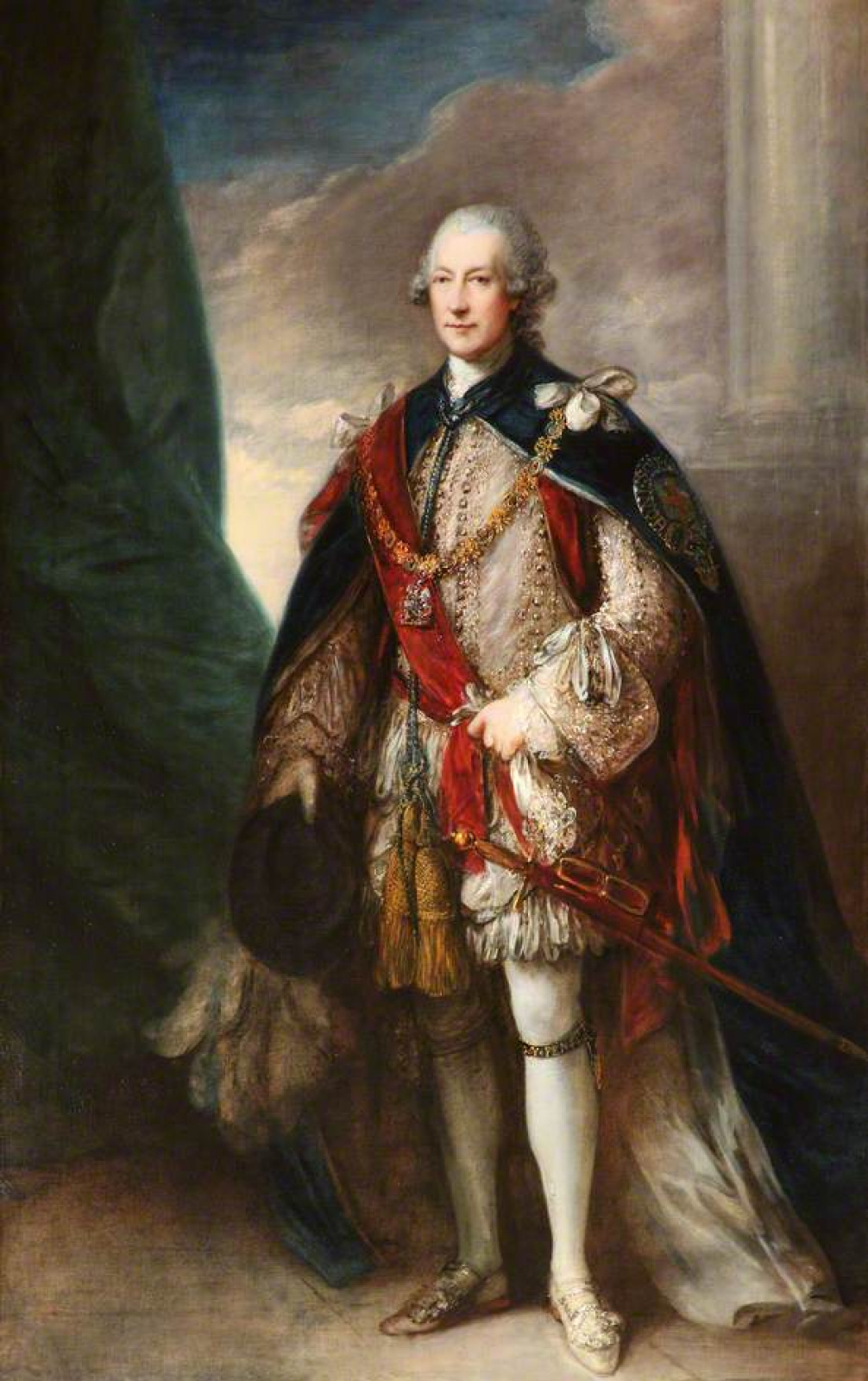
Hugh Percy, vers 1750
par Thomas Gainsborough
Cour suprême
Middlesex Guildhall.

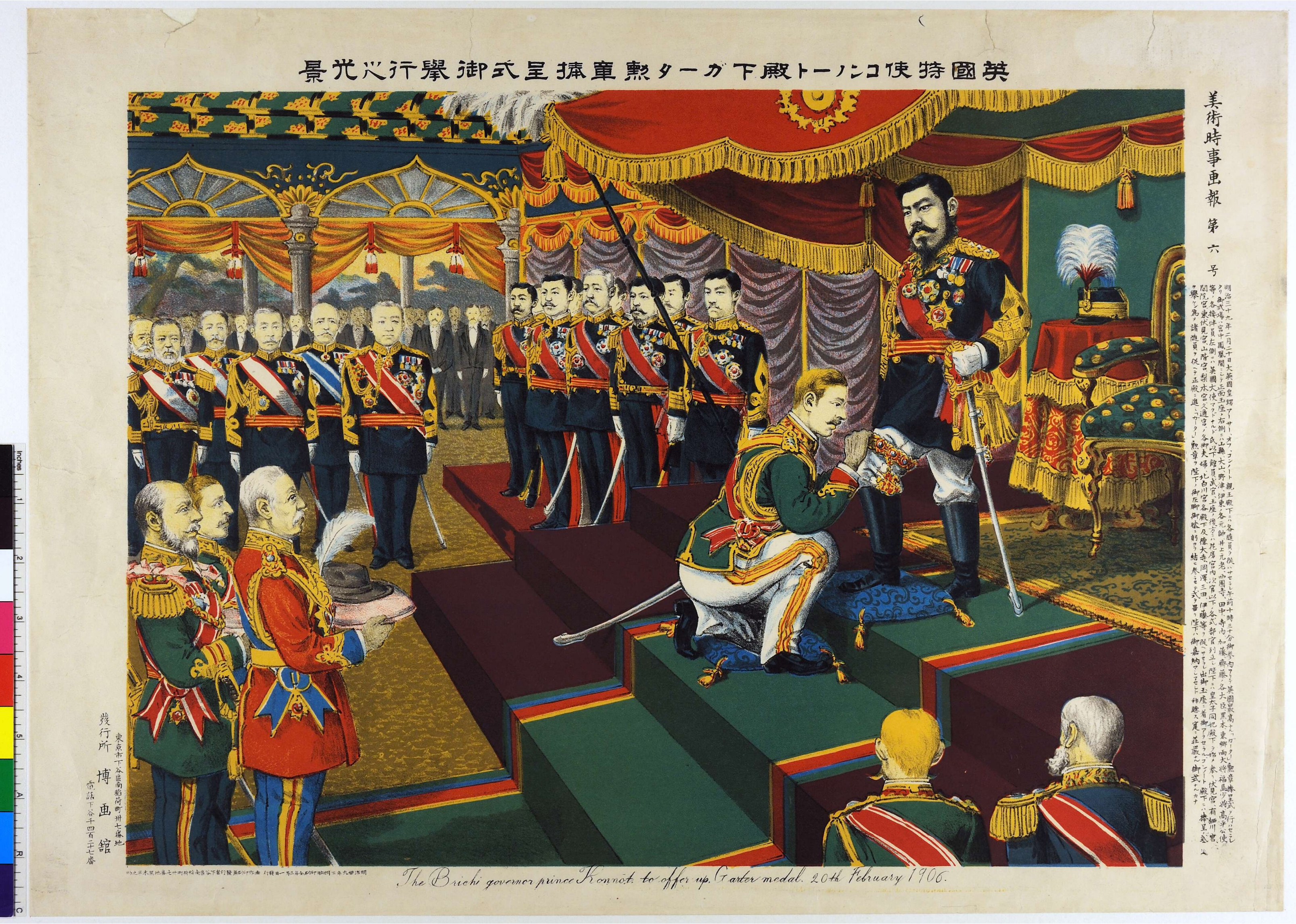
L’empereur Meiji recevant l’ordre de la Jarretière des mains du prince Arthur de Connaught en 1906 à la suite de l’alliance anglo-japonaise.

À l'occasion des cérémonies de l’ordre, les officiers portent les habits et les accessoires suivant :
- Les manteaux du prélat et du chancelier sont bleu foncé, comme ceux des membres, alors que les manteaux des autres officiers sont rouge foncé. Tous les manteaux sont brodés d’un écusson à la croix de saint Georges. Lors des cérémonies de la Jarretière, le roi d'armes principal de la Jarretière porte un manteau rouge plutôt que le tabar des armes royales porté habituellement lors des cérémonies d’État[23].
- Les officiers portent l'insigne de leur office suspendu à une chaîne portée autour du cou. L'insigne du prélat montre un Lesser George cerclé par la Jarretière, et surmonté d'une mitre d’évêque. Celui du chancelier se compose d'une rose cerclée de la Jarretière. L'insigne des autres officiers représente une couronne surmontant la Jarretière avec, en son centre, deux plumes croisées, sur un livre pour le greffier, les armes royales reposant sur la croix de saint Georges pour le roi d’armes principal, un nœud (identique à celui des colliers des compagnons de l’ordre) pour l’huissier et deux plumes croisées sur une rose pour le secrétaire[23].

Le chancelier porte également une bourse brodée aux couleurs des armes royales empalées par la croix de saint Georges. Celle-ci contient le sceau de l'ordre. Le roi d'armes principal porte le bâton d'office alors que le gentilhomme huissier de la verge noire porte le fameux bâton.

### Les chevaliers militaires de Windsor
À l'origine, les pauvres chevaliers portaient des manteaux rouges arborant la croix de saint Georges, mais sans aucune représentation de la Jarretière. La reine Élisabeth Ire remplaça les manteaux par des capes bleues et violettes, au XVIe siècle. Le roi Charles Ier décida néanmoins de rétablir l'usage des manteaux rouges au XVIIe siècle. Finalement, les manteaux furent abandonnés lorsque les chevaliers furent rebaptisés. De nos jours, ils portent l'ancien uniforme des « officiers de l'armée en disponibilité » : un pantalon noir à bande rouge, une veste croisée rouge à queue-de-pie, des épaulettes dorées à franges, un bicorne avec une plume et une épée sur un baudrier blanc.

## Préséance et privilèges

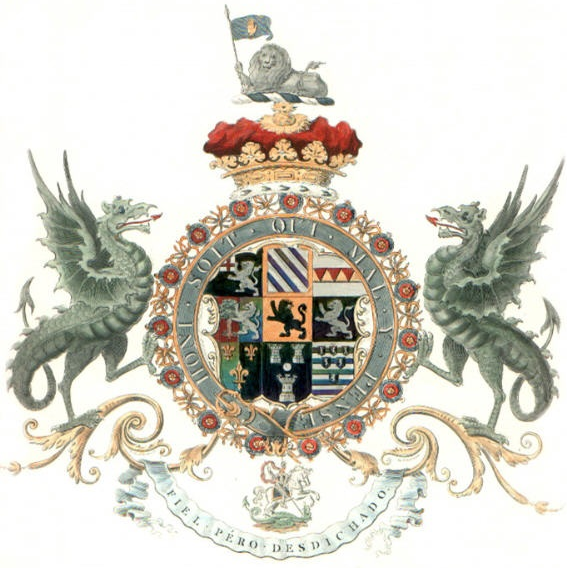
Les armoiries de John Churchill sont encerclées par la Jarretière et le collier de l'ordre.

Une position dans l'ordre de préséance est assignée à chacun des membres. Les chevaliers de l'ordre apparaissent ainsi à un rang plus élevé que celui des autres chevaliers et des baronnets. Les épouses, les enfants et les belles-filles des chevaliers Compagnons reçoivent également une position dans cet ordre. En règle générale, les individus peuvent obtenir cette préséance de leur père ou mari, mais pas de leurs mères ou épouses. Malgré son statut, on attribue également au chancelier une position dans l'ordre de préséance. Cependant, à l'exception de la période comprise entre 1553 et 1671, lorsque le poste était occupé par un laïc qui n'était pas nécessairement membre de l'ordre, cette préséance fut purement théorique. Il faut noter, en effet, que le rang de préséance d'un membre de l'ordre est supérieur à celui attaché à la fonction de chancelier. De même, lorsque la fonction était exercée par un évêque diocésain de l'Église d'Angleterre, le titulaire avait à nouveau une préséance plus élevée que celle que son office pourrait lui conférer.
Les chevaliers compagnons ont la possibilité de faire précéder leur prénom du préfixe « Sir » et les dames compagnons du préfixe « Lady ». Les épouses des chevaliers compagnons peuvent également utiliser le préfixe « Lady », mais il n'existe pas de tel privilège pour les maris des dames compagnons. Ces formes ne sont pas utilisées par les princes et les pairs, sauf quand le nom des pairs est écrit sous leur forme complète.
Les chevaliers et les dames utilisent les lettres post-nominales « KG » et « LG » respectivement (pour Knight et Lady of the Garter). Quand une personne est amenée à utiliser plusieurs groupes de lettres post-nominales, ceux de l'ordre de la Jarretière apparaissent avant tous les autres, à l'exception de « Bt » (pour les baronnets), « VC » (pour la croix de Victoria) et « GC » (pour la croix de George).
Les membres peuvent cercler leurs armoiries de la Jarretière et, s'ils le désirent, d'une représentation du collier de l'ordre. Cependant, la jarretière est habituellement utilisée seule. Les chevaliers et les dames étrangers n'agrémentent pas leur blason de décorations britanniques.
On autorise également les chevaliers et les dames compagnons à utiliser des supports héraldiques, ce qui constitue un privilège accordé à un très petit nombre. Alors que certaines familles revendiquent les supports sur leurs armes comme étant un usage ancien et que d'autres les ont obtenus en récompense spéciale, seuls les pairs, les chevaliers et dames compagnons de la Jarretière, les chevaliers et dames du Chardon ainsi que quelques autres chevaliers bénéficient automatiquement de ce privilège.

## Le service de la Jarretière à Windsor
Autrefois, l’ordre de la Jarretière tenait des services religieux à la chapelle Saint-Georges du château de Windsor, mais ils devinrent rares au XVIIIe siècle. Après avoir disparu à partir de 1805, le roi George VI décida de les réinstaurer en 1948. Depuis lors, chaque année, à l’occasion du lundi de la semaine d’Ascot, en juin, les membres de l’ordre se rencontrent dans les appartements d’État du château, vêtus de leurs habits cérémoniaux et de leurs insignes. Ils entament alors une procession, menée par les chevaliers militaires de Windsor, à travers le château pour rejoindre la chapelle Saint-Georges pour le service religieux. C’est à cette occasion que d’éventuels nouveaux membres sont intronisés. Après le service, les membres retournent dans la salle supérieure des appartements d’État, en calèche.

## Iconographie
Antoine van Dyck a représenté Charles Ier dans l'habit de l'ordre. Cette toile de 1637 est actuellement conservée à la Gemaldegalerie Alte Meister de Dresde. Le peintre a également essayé de persuader Charles Ier de lui confier la réalisation d'une grande série de peintures sur l'histoire de l'ordre, et a réalisé une esquisse sur un des murs de la Maison des banquets à Whitehall. Mais en 1638, Charles Ier était trop à court d'argent pour continuer.

## Membres actuels de l'Ordre

### Membresex officio
- Le roi Charles III (1968)[30]
- Le prince de Galles (2008)

### Chevaliers et dames compagnons
1. James Hamilton, 5e duc d'Abercorn (1999)
2. Robin Butler, baron Butler de Brockwell (2003)
3. Sir John Major (2005)
4. Richard Luce, baron Luce (2008)
5. Nicholas Phillips, baron Phillips de Worth Matravers (2011)
6. Jock Stirrup, baron Stirrup (2013)
7. Eliza Manningham-Buller, baronne Manningham-Buller (2014)
8. Mervyn Allister King, baron King de Lothbury (2014)
9. Charles Kay-Shuttleworth, 5e baron Shuttleworth (2016)
10. Alan Brooke, 3e vicomte de Brookeborough (2018)
11. Lady Mary Fagan (2018)
12. Robert Gascoyne-Cecil, 7e marquis de Salisbury (2019)
13. Lady Mary Peters (2019)
14. Valerie Amos, baronne Amos (2022)
15. Sir Tony Blair (2022)
16. Catherine Ashton, baronne Ashton d'Upholland (2023)
17. Chris Patten, baron Patten de Barnes (2023)
18. Stuart Peach, baron Peach (2024)
19. Ajay Kakkar, baron Kakkar (2024)
20. Andrew Lloyd Webber, baron Lloyd-Webber (2024)
21. - vacant -
22. - vacant -
23. - vacant -
24. - vacant -

### Chevaliers et dames royaux
1. Le duc de Kent, petit-fils du roi George V (1985)
2. La princesse royale, fille de la reine Élisabeth II (1994)
3. Le duc de Gloucester, petit-fils du roi George V (1997)
4. La princesse Alexandra, l'honorable Lady Ogilvy, petite-fille du roi George V (2003)
5. Le prince Andrew, duc d'York, fils de la reine Élisabeth II (2006)
6. Le prince Edward, duc d'Édimbourg, fils de la reine Élisabeth II (2006)
7. La reine Camilla, épouse du roi Charles III (2022)
8. La duchesse de Gloucester, épouse du prince Richard, duc de Gloucester (2024)

### Chevaliers et dames étrangers
1. Margrethe II, reine émérite de Danemark (1979)
2. Charles XVI Gustave, roi de Suède (1983)
3. Juan Carlos Ier, roi émérite d'Espagne (1988)
4. Beatrix, princesse (et ancienne reine) des Pays-Bas (1989)
5. Akihito, empereur émérite du Japon (1998)
6. Harald V, roi de Norvège (2001)
7. Felipe VI, roi d'Espagne (2017)[31]
8. Willem-Alexander, roi des Pays-Bas (2018)[32]
9. Naruhito, empereur du Japon (2024)[33]